# 長寮
長寮，原寫為長藔，是台灣南投縣魚池鄉的一個傳統地域名稱，位於該鄉中部偏東北。相較於今日行政區，其範圍大致為共和村西部。

## 歷史
台灣清治末期至日治初期，長寮地區為一街庄，稱為「長藔庄」，隸屬於五城堡。該庄北與鹿蒿庄、加道坑庄為鄰，東與蕃地、木屐囒庄為鄰，南邊亦為蕃地，西邊為大林庄、魚池庄。
1901年（日治明治三十四年）11月，全台廢縣廳改設二十廳，該庄隸屬於南投廳。1903年（明治三十六年）6月，該庄編入「五城區」，隸屬於南投廳。1909年（明治四十二年）10月，合併二十廳為十二廳，五城區仍隸屬於南投廳。1920年（大正九年），全台地方制度大改正，廢十二廳改設五州二廳，該庄改制並雅化為「長寮」大字，隸屬於臺中州新高郡魚池庄。
戰後魚池庄改制為魚池鄉，隸屬於臺中縣，大字亦改制為村。1950年10月，中、彰、投分治，魚池鄉改隸屬南投縣。

## 聚落
本地區發展較早的聚落有長藔尾、長藔頭等，在日治期初期的官方地圖上已有記載。此外，本地區尚有滴水仔聚落。

## 交通
縣道131號（水尾巷）是埔里至水里的道路，大致以北北東—南南西走向轉北北西—南南東走向蜿蜒經過本地區東部邊界地帶外緣，其後於本地區東南端繞大彎轉南南東—北北西走向入境後，繞大彎轉西南西再轉西於本地區西部邊界南側出境。由該道路向北北東可前往加道坑、珠子山東部邊界地帶、水頭、枇杷城、埔里等地；向西轉西北可前往大林、魚池市區、新城中部、山楂腳中南部、社子並止於水里聚落西北側的省道台16線路口暨鄉道投54線終點路口。
鄉道投61線（舊輕便道路、永川巷）是長寮頭至孔雀園的道路，其東北側端點位於本地區南端西側長寮頭聚落的縣道131號路口。由此向南南西繞大彎轉西微北出境後，可前往大林南部、司馬按、貓囒東南端並止於省道台21甲線路口。 